# Hexenkartothek
La Hexenkartothek (traducido al español como cartoteca o archivo de brujas) fue una importante asociación científica estatal del gobierno alemán en la época del nazismo y su función era investigar la caza de brujas masiva que sucedió durante los siglos XVI y XVII en Alemania.
El interés del líder de las SS, Heinrich Himmler, por la historia de la caza de brujas desembocó, poco después de la toma del poder de Alemania por los nazis, en un órgano gubernamental de investigación con el objetivo de estudiar y analizar todo lo relacionado con el tema.

## El interés de Heinrich Himmler por la caza de brujas
Los juicios de brujas que sucedieron en Europa a principios de la Edad Moderna fueron uno de los temas favoritos de Heinrich Himmler, el comandante en jefe de las SS (SS-Reichsführer). Los investigadores sugieren una razón para la debilidad del comandante por este tema: en un cuento familiar de los Himmler, un primo llamado Wilhelm August Patin, jefe superior de unidad de asalto de las SS (SS-Obersturmbannführer) y canónigo de la Iglesia de la Corte de Múnich, solía contar la historia de una anciana llamada Passaguay que fue quemada en la hoguera por bruja. 
Además, en el marco de la investigación de la brujería, Himmler se encontró con la historia de una supuesta mujer llamada Margareth Himbler de Markelsheim, que fue quemada en la hoguera por bruja en Mergentheim el 4 de abril de 1629. Tras el final de la guerra, Himmler quiso que se investigara interdisciplinariamente todos los lugares de ejecución de supuestas brujas, esto fue impulsado por Hermann Göring, comandante en jefe de la fuerza aérea de las SS, quien en una ocasión mencionó casualmente que se había dado cuenta de que los cuervos seguían dando vueltas o se posaban particularmente en los antiguos lugares de ejecución de brujas.
Resulta que el interés de Himmler por la caza de brujas no era por admiración ni por aprender de los perseguidores, como parece a simple vista; más bien, el comandante en jefe de las SS consideraba la caza de brujas como un crimen de la Iglesia católica y un intento de destruir la herencia germánica. También, Himmler sospechaba de una conspiración judía, lo que resultó en la misión especial H (H-Sonderauftrag), utilizando métodos científicos cuestionables que, según la voluntad de Himmler, debían incorporarse directamente a la propaganda de la educación popular nazi.

## La Hexenkartothek
El interés de Heinrich Himmler por la caza de brujas condujo poco después del Machtergreifung (toma del poder) del NSDAP a un proyecto en el que analizaría científicamente este tema. Por instigación de Himmler, en 1935 se creó una organización de investigación que se dedicó a este tema hasta 1944. Esta organización, también conocida como H(exen) Sonderauftrag, se creó en el seno del Servicio de Seguridad (SD). A partir de 1939, la misión formó su propio departamento dentro de la Oficina Central de Seguridad del Reich, la Amt II, y a partir de 1941 dentro de la Amt VII (Archivo y Registro). En 1935 se fundó otro centro de investigación, la Herencia de los Ancestros (Das Ahnenerbe e. V.). Durante la Segunda Guerra Mundial, Das Ahnenerbe se centró cada vez más en las ciencias naturales y en tareas de investigación relacionadas con la guerra.
A partir de 1935, investigadores internos de las SS, de los que solo 14 eran empleados a tiempo completo (entre ellos  Rudolf Levin, Friedrich Murawski, Wilhelm August Patin y Wilhelm Spengler), recorrieron 260 bibliotecas y archivos, al servicio del proyecto abreviado como H-Sonderauftrag, en busca de rastros de todos los juicios por brujería desde la Edad Media. Realizaron sus investigaciones principalmente de incógnito y analizaron expedientes y bibliografías de investigación. Por ejemplo, se hacían pasar por estudiantes de la Universidad de Berlín o de la Universidad de Leipzig, investigando bajo el pretexto de búsquedas genealógicas y operando desde direcciones secretas encubiertas.
Sus investigaciones se vieron favorecidas por cartas de recomendación con membrete del Departamento de disciplinas afines usadas en Historia del Instituto Histórico de la Universidad de Leipzig o por cartas con membrete de la dirección estudiantil del Reich. Como en 1935 predominaban los estudios locales y regionales y faltaban estudios globalizados, los investigadores del SD tuvieron que abrirse camino con los archivos del Reich. En 33.846 fichas de formato grande, también conocidas como fichas de brujas, documentaron casos de caza y quema de brujas de toda Alemania. Sus investigaciones llegaron hasta la India y México.
El primer formulario cumplimentado está fechado el 12 de agosto de 1935. Los ficheros se componen de hojas de tamaño A4 con 37 campos preimpresos en los que, por ejemplo, se anotaron el nombre, la dirección, las circunstancias familiares, las fechas de detención, el proceso judicial, la confesión, la sentencia y la ejecución de los condenados. La documentación de la cartoteca de brujas está, por tanto, orientada hacia las víctimas. Las fichas estaban grapadas en 3621 carpetas por localidad y ordenadas alfabéticamente por topónimo. De las carpetas, 3104 se referían a Alemania y el resto a otros países. En los 9 años de investigación se crearon 3670 anexos de expedientes con más de 30.000 hojas de formulario (H[exen]-Blättern), transcripciones, copias de archivos, bibliografías temáticas organizadas por regiones, proyectos de publicaciones de Nordland-Verlag y películas históricas.
De las 30.000 tarjetas de la Hexenkartothek, 6.153 (= 20,5%) pertenecen al territorio del actual estado federal de Baviera. La carta de brujas también incluye un documento, lugar, persona, literatura, archivo y "archivo de problemas I-VIII". Hasta el momento, no se puede responder a qué funciones cumplió el archivo de problemas. Las "hojas H(exen)" también contienen una colección de fuentes e imágenes que, junto con la biblioteca de servicio del pedido especial Hexen y los archivos de servicio, forman el legado de los investigadores de brujas de las SS. Por su parte, el medio de propaganda más moderno, la película, también fue incluido en el tema de las brujas del Reichsführer SS. El escritor alemán sudete Friedrich Norfolk, comprometido por Himmler a escribir literatura juvenil popular y novelas históricas sobre el tema de las brujas, también participó en los "hilos de películas Hexen ordenados" en ese momento. Norfolk tenía el plan de una trilogía de brujas, para la que planeó de dos a tres años. Heinrich Himmler, esto había sido demasiado costoso. Su objetivo eran un montón de historias de brujas más pequeñas con 60-100 páginas, que se pueden leer cómodamente en muy poco tiempo.
El jefe del pedido especial de la Hexenkartothek fue Rudolf Levin. Presumiblemente, el grupo en torno a Levin no solo siguió los enfoques de la investigación de las víctimas a partir de 1941, sino que también buscó la prueba de culpabilidad contra el judaísmo mundial. En 1938, Levin esbozó el perfil de su grupo de investigación. Por lo tanto, el trabajo del grupo se centró en los siguientes problemas:
1. Investigación de las consecuencias raciales y de la historia de la población de los juicios de brujas
2. La valoración de la mujer en los juicios de brujas.
3. Una visión general de la literatura anterior sobre los juicios de brujas, así como la fabricación de una bibliografía temática.

A partir de 1941, Levin dirigió la unidad C3 "contratos científicos especiales" en la Oficina VII, también una "unidad auxiliar permanente para la investigación H". Además del trabajo en el servicio de seguridad Reichsführer SS, Rudolf Levin trató de establecerse en la empresa científica universitaria para seguir los pasos de su jefe de oficina, Franz Alfred Six, pero estaba a la sombra como asistente. Franz Alfred Six y Wilhelm Spengler también fueron los líderes de las SS que actuaron a través de la misión especial Hexen.
Incluso después de nueve años de intenso trabajo, no se publicó ni un solo libro sobre este tema, y mucho menos uno que estuviera listo para su publicación. Rudolf Levin ya no pudo completar su habilitación sobre el tema. En 1944, su tesis de habilitación fue incluso rechazada por profesores cuidadosamente seleccionados de la Universidad de Munich. El plan de trabajo de 1942 incluía más de una docena de artículos complejos, incluido, por ejemplo, un estudio sobre los fundamentos humanos del complejo H, las consecuencias económicas de los procesos H y un libro básico sobre la investigación del H. Las restricciones de uso relacionadas con la guerra en archivos y bibliotecas también obstaculizaron la investigación de los archivos de juicios por brujería era mucho menos importante que el trabajo que era importante para el esfuerzo bélico.
El 19 En enero de 1944, el Servicio de Seguridad (SD) suspendió el trabajo de registro debido a la guerra, ya que, según Levin, "ahora otras cuestiones políticamente actuales son muy urgentes". Subcontratada en el castillo de los condes Haugwitz, cerca de Glogau, la cartoteca de brujas sobrevivió al colapso del Tercer Reich y ahora se encuentra en el Archivo Estatal de Poznań (Polonia); se puede ver una copia en el Archivo Federal, Berlín-Lichterfelde.
Hoy es gracias al profesor Gerhard Schormann que el material sobre los diversos juicios de brujas se dio a conocer a principios de la década de 1980. Según las explicaciones de Schormann, la ciencia actual se ha fijado dos cuestiones como objetivo:
1. Clasificar la misión especial Hexen como institución de las SS en la historia del nacionalsocialismo.
2. La utilidad científica del trabajo para la investigación de la época y la actual sobre la caza de brujas.

## Conclusión
Los investigadores de la misión especial H no lograron avanzar significativamente más allá de la etapa de recopilación de materiales. Esto se debió no solo a la falta de tiempo, sino quizás también a la escasez de cualificaciones y conocimientos de los investigadores. El proyecto era demasiado grande y no se podía realizar en el poco tiempo disponible. Además, el "resultado" ya estaba ideológicamente predeterminado: la culpa de la iglesia y la resistencia judeocristiana contra la cultura germánica. Sin embargo, en 1945, el inminente fin de la guerra impidió que los miembros de las SS evaluaran el proyecto. Hoy en día, al elaborar la cartoteca o archivo, los registros de la Oficina Principal de Seguridad del Reich de las SS no deberían haber aplicado criterios de evaluación uniformes.
El valor de la cartoteca para la investigación de la caza de brujas en la temprana Edad Moderna aparentemente no se puede determinar de manera generalizada. Sin embargo, esta investigación en el Tercer Reich ayudó a respaldar ideológicamente la corriente dominante. Gerhard Schormann, uno de los primeros en investigar el archivo, señaló su doble propósito: descubrir vestigios de la antigua fe germánica y utilizar el material recopilado sobre los juicios de brujas para propaganda anticristiana, especialmente dirigida contra la Iglesia católica. La cartoteca adquiere valor debido a que las SS utilizaron archivos perdidos o completamente olvidados para la investigación.
Se generaron datos y cifras de brujas acusadas que hoy en día son valiosas como estimaciones estadísticas.